# قتل‌عام پورتلا دلا جینسترا

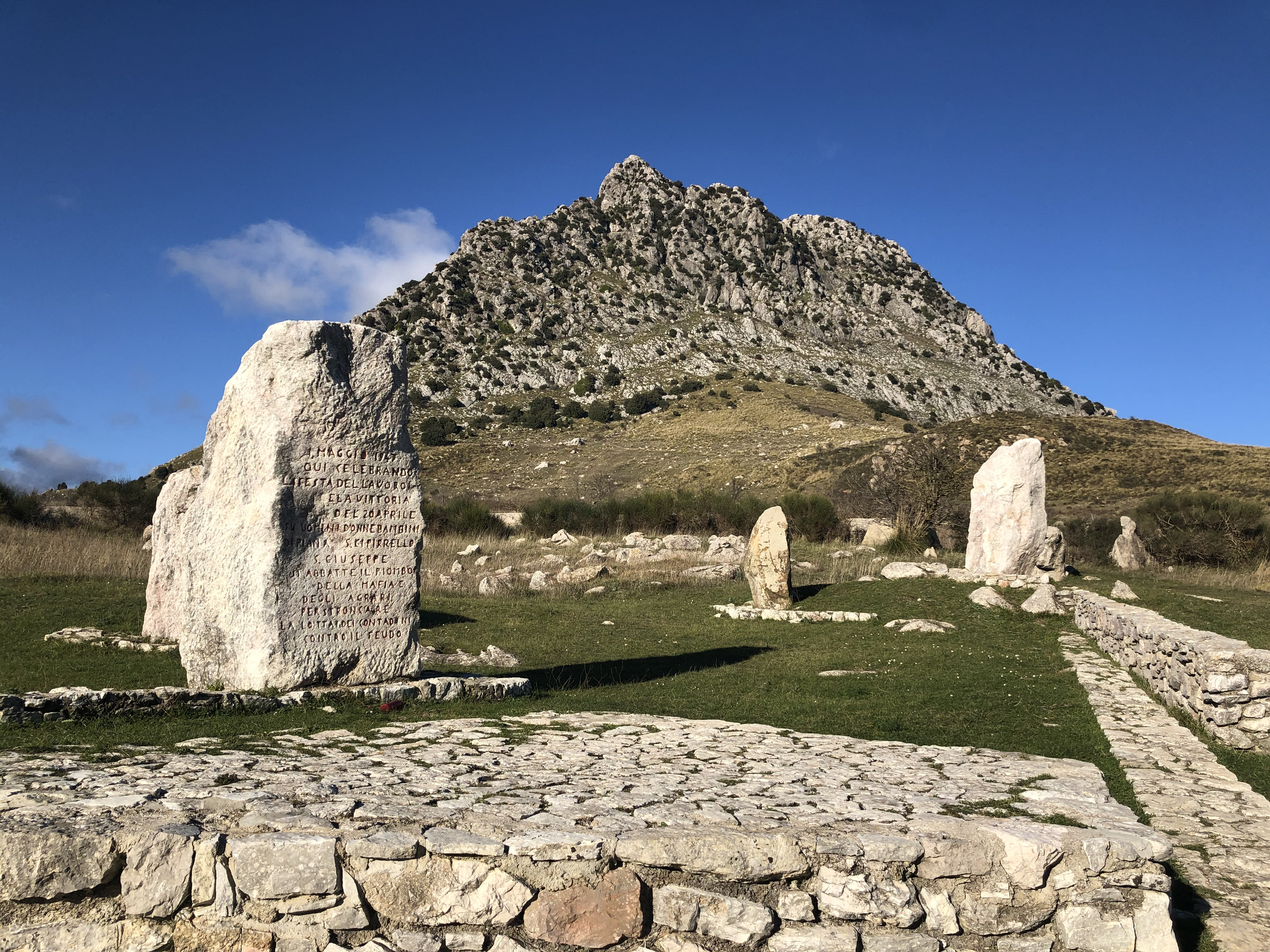
قتل عام پورتلا دلا جینسترا

قتل‌عام پورتلا دلا جینسترا (انگلیسی: Portella della Ginestra massacre) یکی از خشونت‌بارترین رویدادهای تاریخ سیاسی ایتالیا است، زمانی که دراول ماه مه سال ۱۹۴۷ در شهرداری پیانا دلی آلبانزی در روزهای ماه مه در سیسیل ۱۱ نفر کشته و ۲۷ تن زخمی شدند. اگر چه سالوادور جولیانو، رهبر گروه جدایی طلب شورشی مسئول این حمله بود، اما انگیزه‌ها و نیت‌هایشان از این تهاجم هنوز موضوع بحث و مناقشه است.

## قتل‌عام
در اول ماه مه سال ۱۹۴۷صدها دهقان عمدتاً فقیر در پورتلا دلا جینسترا، در سه کیلومتری شهر پیانا دلی آلبانزی در جاده سان جوسپه یاتو برای تظاهرات روز جهانی کارگر جمع شده بودند. در ساعت ۱۰:۱۵، درحالیکه دبیرکل حزب کمونیست از پیانا دلی آلبانزی مشغول سخنرانی برای جمعیت بود به روی آنان آتش گشوده شد. بعداً مشخص شد که از تپه‌های اطراف و همچنین عده ای سوارکار به سوی آنان شلیک کرده‌اند. در این تهاجم یازده نفر، از جمله چهار کودک کشته و بیست وهفت نفر زخمی شدند، در میان زخمی‌ها یک دختر کوچک نیز وجود داشت، که گلوله فک او را خرد کرده بود.
بنا بر اظهارات سالوادور جولیانو رهبر گروه شورشی و جدایی طلب، هدف او مجازات نیروهای چپ‌گرا در انتخابات اخیر بود. وی در یک نامه علنی، به تنهایی مسئولیت قتل‌ها را بر عهده گرفت و ادعا کرد که او فقط می‌خواست مردانش به بالای سر جمعیت شلیک کنند و کشته شدن آدمها یک اشتباه بوده‌است. بطوری که قتل‌عام، جولیانو در نظر بسیاری، به عنوان یک رابین هود مدرن تعبیر می‌شد که گویا برای کمک به فقیرنشینان سیسیلی دست به حمله به سیسیل ثروتمند، زده‌است.
قتل‌عام باعث رسوایی ملی شد. کنفدراسیون کارگری حزب کمونیست ایتالیا اعلام اعتصاب عمومی کرد. رهبران حزب کمونیست در گردهمایی ۶٬۰۰۰٬۰۰۰ کارگر، درسراسر ایتالیا این کشتار را محکوم کردند. در گزارش روزنامه‌ها، به احتمال بروز جنگ داخلی نیز اشاره می‌شد.
وزیر کشور، ماریو سلبا، دموکرات مسیحی، روز بعد در گزارشی به مجلس اعلام کرد تا روشن شدن نتیجه تحقیقات پلیس تیراندازی پورتلا دلا جینسترا را غیر سیاسی فرض می‌گیریم. بحث حول این موضوع، با نزاع بین چپ و راست پایان یافت و تقریباً ۲۰۰ نماینده در این نزاع شرکت داشتند.